# Potamodrilus fluviatilis
Potamodrilus fluviatilis – jedyny znany nauce gatunek pierścienicy z rodziny Potamodrilidae, czasami klasyfikowany w rodzinie Aeolosomatidae.
Występuje w psammonie rzek i jezior Europy. W Polsce jest gatunkiem rzadkim. Długość jego ciała wynosi około 1 mm.